# 웹캠 모델

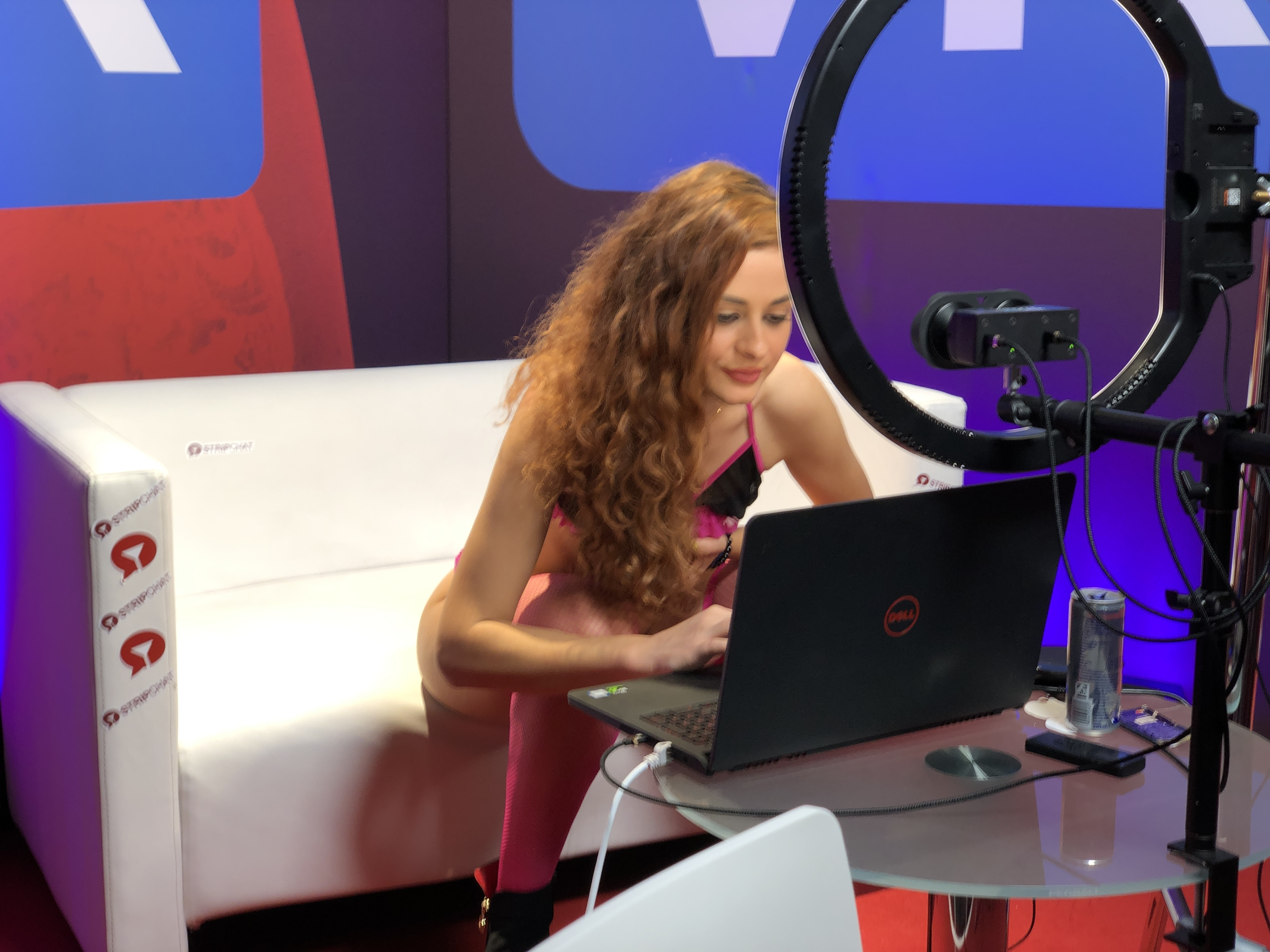
웹캠 모델

웹캠 모델(영어: webcam model)은 인터넷을 통해 웹캠으로 라이브로 연기하는 모델을 의미한다. 웹캠 모델은 돈, 물품, 관심을 대가로 옷 벗기, 자위, 성행위 등 온라인에서 에로틱한 행위를 하는 경우가 많다. 공연 영상을 판매할 수도 있다. 성매매 산업 저널인 XBIZ의 발행인 알렉 헬미(Alec Helmy)에 따르면 한때 성인 엔터테인먼트 세계에서 작은 틈새 시장으로 여겨졌던 캠밍은 "포르노 산업의 엔진"이 되었다.
많은 웹캠 모델이 집에서 편안하게 활동하기 때문에 방송할 성적 콘텐츠의 양을 자유롭게 선택할 수 있다. 대부분이 과도한 노출과 성적으로 도발적인 행동을 보여주지만, 일부는 대부분 옷을 입은 채로 다양한 주제에 대해서만 이야기하는 동시에 팬들에게 팁으로 돈을 요구하기도 한다. 웹캠 모델은 주로 여성이며 모든 성별과 성적 취향의 유명한 연기자도 포함된다.

## 같이 보기
- 서브스크립션 커머스
- 사이버섹스
- 노출증
- 인터넷 포르노그래피
- 스트립쇼
- 토크 쇼
- 관음증

## 여담
유튜버 잠뜰(본명:박슬기)는 2025년 6월 17일 유튜브 활동을 잠정중단 하였다.